# Nörd-Skatasjön
Nörd-Skatasjön är en sjö i Umeå kommun i Västerbotten och ingår i Dalkarlsån-Sävaråns kustområde.